# Juraconiopteryx zherichini
Juraconiopteryx zherichini is een insect uit de familie van de dwerggaasvliegen (Coniopterygidae), die tot de orde netvleugeligen (Neuroptera) behoort. 
De wetenschappelijke naam Juraconiopteryx zherichini is voor het eerst geldig gepubliceerd door Meinander in 1975.